# ひめゆり隊と同じ戦火を生きた少女の記録 最後のナイチンゲール
『ひめゆり隊と同じ戦火を生きた少女の記録 最後のナイチンゲール』は、2006年8月22日に日本テレビ系列の2時間ドラマ枠DRAMA COMPLEXにて放映された、終戦記念スペシャルの単発ドラマである。

## 概要
「女性」「生命」「出産」を軸足として沖縄戦における女子看護隊の悲劇を、「もうひとつのひめゆりの塔」として描いた作品。
主演の長谷川京子と椎名桔平のセックスシーンがあまりにも濃厚かつ具体的だったため、「遅い時間帯とはいえ子供も見ているようなドラマで、あのシーンは本当に必要だったのか」という怒りの声も巻き起こった。
長谷川京子が演じた新城美智子ら看護婦は、日本兵に後ろから撃たれて亡くなる設定になっているが、新城のモデルである上原貴美子は、実際は米軍の砲撃で亡くなっている。上記の批判もあったものの、視聴率は14.9%（ビデオリサーチ・関東地区）と低迷しているこの枠としては安定した数字を獲得した。
日本テレビが毎年夏（8月15日の終戦の日前後）に放送している終戦記念ドラマは翌年夏の同時期に再放送されるのが慣例だが、この番組は関東地区では再放送されなかった。
特別出演した植木等のドラマ作品の遺作となっている。

## キャスト
- 新城美智子（助産婦・女学校で養護室の代理教員をしている）：長谷川京子

実在の人物である、沖縄陸軍病院第一外科の婦長「上原貴美子」がモデルになっている。
- 照屋サチ：成海璃子
- 平良安子：市川由衣
- 仲根悦子：サエコ
- 玉城冨美：岩田さゆり
- 山崎軍曹：柄本明
- 小泉中尉：斎藤洋介
- 森少尉：泉谷しげる
- 老人：植木等（特別出演）※テレビドラマにおける遺作
- 負傷兵・橋本：そのまんま東
- 負傷兵・永田：梶原雄太
- 負傷兵・野村：モト冬樹
- 照屋サチ（現在）：八千草薫（特別出演）
- 新垣信一：椎名桔平
- 喜舎場ハル：宮本佳那子
- 悦子の母：藤本洋子
- 安子の母：唐木ちえみ
- 川原麻衣
- 真陽
- 堀井茶渡
- 笹岡莉紗
- 大路恵美
- 薄井千織
- 林泰文
- 山上賢治
- 立枝歩
- 伊東誠

## スタッフ
- 企画プロデュース：遊川和彦
- 主題曲：本田美奈子.「アメイジング・グレイス」
- 脚本：武田樹里
- 演出：猪股隆一
- プロデュース：大森美孝（NTVE）、佐藤敦（NTV）、高橋秀明（NTV）
- 音楽：羽毛田丈史
- VFX：マリンポスト、江場左知子、キュー・テック
- ボディスタント：ジャパンアクションエンタープライズ
- 小道具協力：中田商店、イワキメガネ
- ロケ協力：伊江村、今帰仁村、今帰仁フィルムコミッション、栃木県フィルムコミッション、いばらきフィルムコミッション、高崎フィルムコミッション、旧上岡小学校、大田原市、大子町、高萩市、藤岡市ほか
- 技術協力：東通、NTV映像センター
- 美術協力：日本テレビアート、アックス
- 編集・MA：映広
- スタジオ：東映東京撮影所
- 製作協力：日本テレビエンタープライズ
- 製作著作:日本テレビ